# 尖叶耳蕨
尖叶耳蕨（学名：Polystichum parvipinnulum）为鳞毛蕨科耳蕨属下的一个种。

## 扩展阅读
- 維基物種上的相關：尖叶耳蕨